# Walter Wolf

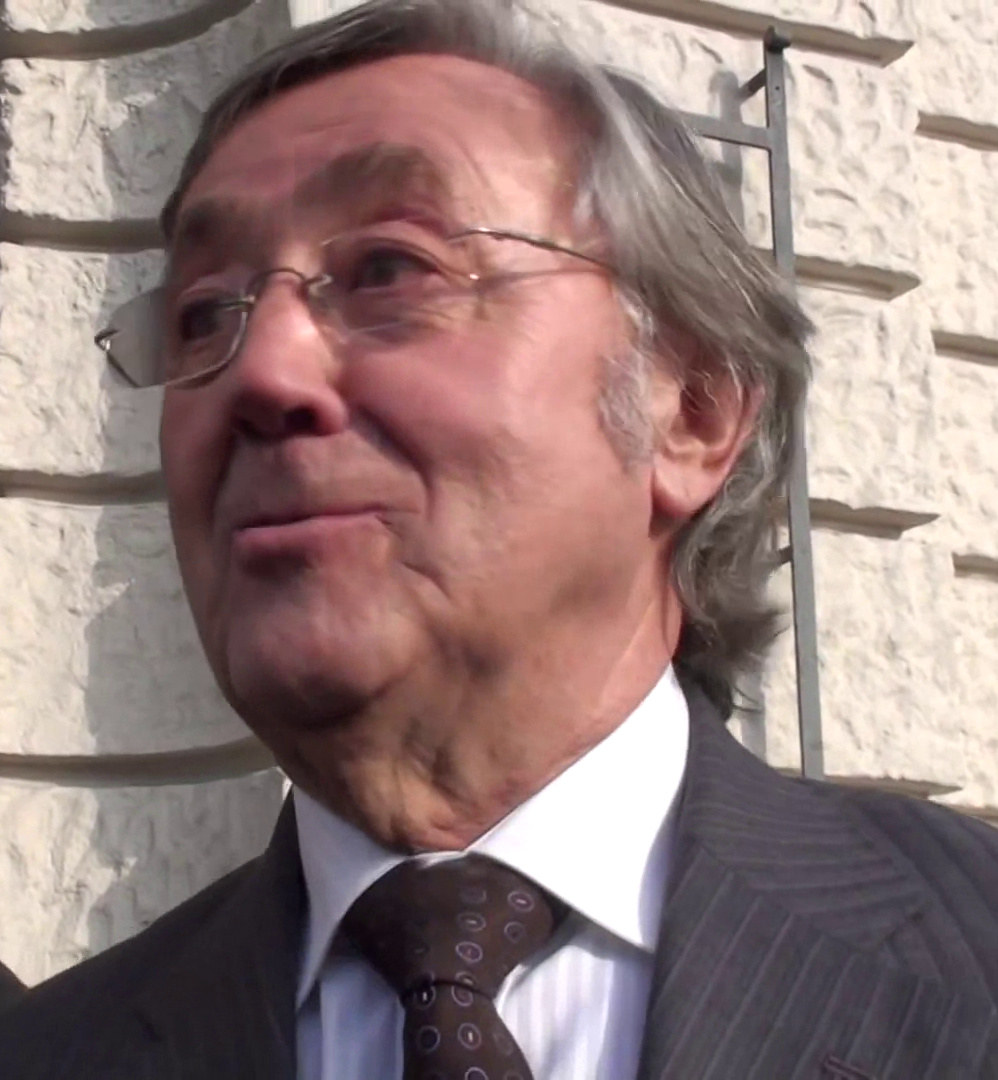
Walter Wolf, 2012

Walter Wolf (ur. 5 października 1939 roku w Grazu) – kanadyjski biznesmen; właściciel zespołu Formuły 1 Walter Wolf Racing.

## Życiorys
Na początku lat 70. XX wieku zdobył wielką fortunę dzięki wydobyciu ropy naftowej z dna Morza Północnego. Pieniądze postanowił zainwestować w sport motorowy, a konkretnie Formułę 1.
W 1975 roku został głównym sponsorem prywatnego ówcześnie zespołu Franka Williamsa. Relacje między dwoma mężczyznami szybko uległy ochłodzeniu; w ciągu półtora roku przez ekipę przewinęło się kilku kierowców, płacących za możliwość startów w F1, jednak przeważnie prezentujących dość skromne umiejętności stricte sportowe.
Frank Williams ostatecznie rozstał się z Wolfem po sezonie 1976, zakładając Williams Grand Prix Engineering.
W 1977 roku Wolf zadebiutował jako samodzielny właściciel zespołu F1. W pierwszym wyścigu sezonu Jody Scheckter odniósł niespodziewane zwycięstwo podczas Grand Prix Argentyny. Podobnym wyczynem (tj. zwycięstwem podczas swojego debiutu) w historii Formuły 1 może pochwalić się zespół Mercedesa w 1954 roku oraz Brawn GP w 2009. W dalszej części sezonu Scheckter zanotował jeszcze dwie wygrane; w efekcie został wicemistrzem świata, a zespół Wolfa zajął czwarte miejsce w klasyfikacji konstruktorów (mimo iż wystawiał tylko jeden samochód).
Jednak kolejne dwa sezony były bardzo nieudane. Zespół nie odniósł już ani jednego zwycięstwa, choć jego barwy reprezentowali – po odejściu Schecktera do Ferrari – James Hunt i Keke Rosberg.
Wolf stracił zainteresowanie F1 i wraz z końcem 1979 roku sprzedał swoje udziały Emersonowi Fittipaldi. Tym samym zespół Walter Wolf Racing oficjalnie przestał istnieć.